# 森谷賢太郎
森谷 賢太郎（もりや けんたろう、1988年9月21日 - ）は、神奈川県横浜市港南区出身の元プロサッカー選手。現役時代のポジションはミッドフィールダー（MF）。

## 来歴
小学校4年生から高校を卒業するまで横浜F・マリノスの下部組職でプレー。
2011年、筑波大学からユース時代を過ごした横浜F・マリノスへ入団。
2013年、川崎フロンターレへ完全移籍。
2017年9月30日、J1第28節・セレッソ大阪戦の後半13分、ゴールまで約35mの位置からドライブ回転のかかったロングシュートでネットを揺らし、この試合4点目となる追加点を奪った。このゴールはドイツ紙『ビルト』でも報じられ、「キャプテン翼のようだ」と称賛された。10月11日、「日本ではあまり見ることが出来ない、異次元の軌道を描いた世界レベルのドライブシュート」「子ども達に夢を与えるような世界レベルのドライブシュート」と評価され、9月度の月間ベストゴールを受賞。
2018年12月20日に川崎との契約満了が発表され、30日にジュビロ磐田へ完全移籍加入することが発表された。
2019年7月3日に行われた天皇杯2回戦・ホンダロックSC戦で、移籍後初ゴールを決めた。
2020年1月11日に磐田の新体制発表会があり、そこで移籍先は未定なものの期限付き移籍が決まっている事が明らかになった。翌日の1月12日に愛媛FCへの期限付き移籍が発表された。
2021年1月13日、愛媛FCへの完全移籍が発表された。
2022年1月7日、契約満了により愛媛を退団することが発表された。翌2月9日にはサガン鳥栖への完全移籍加入が発表された。
2024年12月6日、現役引退を発表。12月28日、川崎フロンターレの強化部スタッフに就任することが発表された。

## 人物
- 長谷川アーリアジャスール、田代真一、武田英二郎らはユース同期生。
- 2016年8月に入籍。2019年4月に第一子の長女が誕生した[16]。
- 磐田移籍後の背番号17は、川崎在籍時に親交のあった小学校低学年の男の子が好きなベルギー代表MF・ケヴィン・デ・ブライネが由来。男の子とは移籍前に交流が途絶えてしまったが「SNSであの子が悲しんでいると耳に入ってきた」と語り、その男の子が好きなサッカー選手の背番号を背負うことで、感謝のメッセージを込めたという[17]。

## 所属クラブ
- 1998年 - 2000年 横浜F・マリノスプライマリー（横浜市立下永谷小学校）
- 2001年 - 2003年 横浜F・マリノスジュニアユース（横浜市立東永谷中学校）
- 2004年 - 2006年 横浜F・マリノスユース（横浜市立南高校）
- 2007年 - 2010年 筑波大学
- 2011年 - 2012年  横浜F・マリノス
- 2013年 - 2018年  川崎フロンターレ
- 2019年 - 2020年  ジュビロ磐田
  - 2020年  愛媛FC (期限付き移籍)
- 2021年  愛媛FC
- 2022年 - 2024年  サガン鳥栖

## 個人成績
| 国内大会個人成績 | 国内大会個人成績 | 国内大会個人成績 | 国内大会個人成績 | 国内大会個人成績 | 国内大会個人成績 | 国内大会個人成績 | 国内大会個人成績 | 国内大会個人成績 | 国内大会個人成績 | 国内大会個人成績 | 国内大会個人成績 |
| 年度             | クラブ           | 背番号           | リーグ           | リーグ戦         | リーグ戦         | リーグ杯         | リーグ杯         | オープン杯       | オープン杯       | 期間通算         | 期間通算         |
| 年度             | クラブ           | 背番号           | リーグ           | 出場             | 得点             | 出場             | 得点             | 出場             | 得点             | 出場             | 得点             |
| 日本             | 日本             | 日本             | 日本             | リーグ戦         | リーグ戦         | リーグ杯         | リーグ杯         | 天皇杯           | 天皇杯           | 期間通算         | 期間通算         |
| ---------------- | ---------------- | ---------------- | ---------------- | ---------------- | ---------------- | ---------------- | ---------------- | ---------------- | ---------------- | ---------------- | ---------------- |
| 2011             | 横浜FM           | 19               | J1               | 4                | 1                | 0                | 0                | 3                | 0                | 7                | 1                |
| 2012             | 横浜FM           | 19               | J1               | 4                | 0                | 2                | 0                | 0                | 0                | 6                | 0                |
| 2013             | 川崎             | 19               | J1               | 16               | 1                | 8                | 1                | 4                | 0                | 28               | 2                |
| 2014             | 川崎             | 19               | J1               | 27               | 2                | 4                | 2                | 0                | 0                | 31               | 4                |
| 2015             | 川崎             | 19               | J1               | 22               | 2                | 4                | 1                | 1                | 0                | 27               | 3                |
| 2016             | 川崎             | 19               | J1               | 19               | 4                | 4                | 0                | 4                | 0                | 27               | 4                |
| 2017             | 川崎             | 19               | J1               | 18               | 2                | 3                | 0                | 3                | 1                | 24               | 3                |
| 2018             | 川崎             | 19               | J1               | 3                | 0                | 0                | 0                | 2                | 0                | 5                | 0                |
| 2019             | 磐田             | 17               | J1               | 9                | 0                | 4                | 0                | 1                | 1                | 14               | 1                |
| 2020             | 愛媛             | 11               | J2               | 40               | 0                | -                | -                | -                | -                | 40               | 0                |
| 2021             | 愛媛             | 41               | J2               | 22               | 0                | -                | -                | 1                | 0                | 23               | 0                |
| 2022             | 鳥栖             | 47               | J1               | 12               | 0                | 3                | 0                | 3                | 0                | 18               | 0                |
| 2023             | 鳥栖             | 19               | J1               | 14               | 1                | 3                | 0                | 1                | 0                | 18               | 1                |
| 2024             | 鳥栖             | 19               | J1               | 2                | 0                | 0                | 0                | 2                | 0                | 4                | 0                |
| 通算             | 日本             | 日本             | J1               | 150              | 13               | 35               | 4                | 24               | 2                | 209              | 19               |
| 通算             | 日本             | 日本             | J2               | 62               | 0                | -                | -                | 1                | 0                | 63               | 0                |
| 総通算           | 総通算           | 総通算           | 総通算           | 212              | 13               | 35               | 4                | 25               | 2                | 272              | 19               |

- 2016年
  - Jリーグチャンピオンシップ 1試合0得点
- 2018年
  - XEROX SUPER CUP 1試合0得点

| 国際大会個人成績 | 国際大会個人成績 | 国際大会個人成績 | 国際大会個人成績 | 国際大会個人成績 |
| 年度             | クラブ           | 背番号           | 出場             | 得点             |
| AFC              | AFC              | AFC              | ACL              | ACL              |
| ---------------- | ---------------- | ---------------- | ---------------- | ---------------- |
| 2014             | 川崎             | 19               | 6                | 0                |
| 2017             | 川崎             | 19               | 4                | 0                |
| 2018             | 川崎             | 19               | 4                | 0                |
| 通算             | AFC              | AFC              | 14               | 0                |

出場歴
- Jリーグ初出場 - 2011年3月5日 J1第1節・名古屋グランパス戦 (豊田スタジアム)
- Jリーグ初得点 - 2011年11月3日 J1第31節・ヴァンフォーレ甲府戦 (山梨中銀スタジアム)

## タイトル

### クラブ
川崎フロンターレ
- J1リーグ：2回（2017年、2018年）

### 個人
- Jリーグ・月間ベストゴール賞（2017年9月）